# الكتاب الفائق

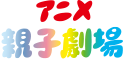
شعار أنمي تايمبوك.

الكتاب الفائق والمعروف في اللغة اليابانية باسم (アニメ 親子劇場) ،  هو مسلسل انمي تلفزيوني في أوائل الثمانينيات ، أنتج لأول مرة من قبل شركة تاتسونوكو بروداكشينس في اليابان.
مؤخراً، أنتج بشكل منفرد بواسطة CBN للتوزيع والبث. في الفلبين ، تم بثه على شبكة GMA .